# Copa del Rey de fútbol 1915
La Copa del rey de Fútbol de 1915 fue la decimotercera edición de la competición. Al igual que el año anterior. la organizó la R. F. E. F. consolidando por fin este modelo de competición que, con algunas variaciones, se mantuvo durante varios años. Los partidos se disputaron del 15 de abril al 2 de mayo de 1915, día en que se jugó la final en el Estadio de Amute en Fuenterrabía (Guipúzcoa) de la que salió vencedor el Athletic Club por sexta vez en su historia.

## Equipos clasificados
Al igual que en la edición anterior, los participantes fueron los campeones de los cuatro campeonatos regionales que existían en España en 1915:
|  | Campeonato                      |                                 | Representante                |  |
|  | Campeonato de Cataluña          | Campeonato de Cataluña          | Real Club Deportivo Español  |  |
|  | Campeonato Regional Centro      | Campeonato Regional Centro      | Sociedad Gimnástica Española |  |
|  | Campeonato de Galicia de Fútbol | Campeonato de Galicia de Fútbol | Real Club Fortuna de Vigo    |  |
|  | Campeonato Regional Norte       | Campeonato Regional Norte       | Athletic Club                |  |

El campeón del Campeonato Regional Centro, el Racing Club de Madrid, no pudo participar en el torneo debido a que no se inscribió a tiempo en la Federación Española de Fútbol.

## Fase final
El sistema de competición consistió en una eliminatoria de semifinales a doble partido computando las victorias de cada uno de los equipos. En caso de empate se procedía a jugarse uno o más partidos de desempate. La final se disputó en campo neutral a partido único con encuentros de desempate en caso de empate a goles al final de la prórroga.
|  | Semifinales                  | Semifinales               | Semifinales               |   |                             | Final     | Final     |  |
|  | 11 de abril - 25 de abril    | 11 de abril - 25 de abril | 11 de abril - 25 de abril |   |                             | 2 de mayo | 2 de mayo |  |
|  |                              |                           |                           |   |                             |           |           |  |
|  |                              |                           |                           |   |                             |           |           |  |
|  | Sociedad Gimnástica Española | 2                         | 0                         |   |                             |           |           |  |
|  | Sociedad Gimnástica Española | 2                         | 0                         |   |                             |           |           |  |
|  | Real Club Deportivo Español  | 3                         | 3                         |   |                             |           |           |  |
|  | Real Club Deportivo Español  | 3                         | 3                         |   | Real Club Deportivo Español | 0         |           |  |
|  |                              |                           |                           |   | Real Club Deportivo Español | 0         |           |  |
|  |                              |                           | Athletic Club             | 5 |                             |           |           |  |
|  | Real Club Fortuna de Vigo    | 0                         | Athletic Club             | 5 | 1                           |           |           |  |
|  | Real Club Fortuna de Vigo    | 0                         |                           |   | 1                           |           |           |  |
|  | Athletic Club                | 0                         | 5                         |   |                             |           |           |  |
|  | Athletic Club                | 0                         | 5                         |   |                             |           |           |  |
|  |                              |                           |                           |   |                             |           |           |  |

### Semifinales
La primera eliminatoria se disputó entre la Sociedad Gimnástica Española y el Español de Barcelona los días 11 y 19 de abril, partido este que programado para disputarse por la mañana hubo de jugarse a las 16 horas y treinta minutos de la tarde debido a la lluvia. La otra semifinal tuvo su partido de ida el 18 de abril y la vuelta el 25 del mismo mes.
| 1ª Semifinal (Ida); 11 de abril de 1915 | Sociedad Gimnástica Española | 2:3 | R. C. D. Español                     | Sin datos, Madrid        |                          |
|                                         | Uribarri 1T' · Escudero 2T'  |     | «Pacán» Armet 1T' · Juanjo López 2T' | Árbitro(s): Julián Ruete | Árbitro(s): Julián Ruete |

| 1ª Semifinal (Vuelta); 19 de abril de 1915, 16.30 h | R. C. D. Español | 3:0 | Sociedad Gimnástica Española | Camp del Carrer Muntaner, Barcelona |                       |
|                                                     | Sin datos 2T'    |     |                              | Árbitro(s): Sin datos               | Árbitro(s): Sin datos |

| 2ª Semifinal (Ida); 18 de abril de 1915 | Fortuna de Vigo | 0:0 | Athletic Club | Campo de Coya, Vigo |  |
|                                         |                 |     |               | Árbitro(s): Dieste  |  |

| 2ª Semifinal (Vuelta); 25 de abril de 1915 | Athletic Club                                          | 5:1 | Fortuna de Vigo | Estadio de San Mamés, Bilbao |                    |
|                                            | Acedo 1T' · Zubizarreta 1T' 2T' · proprie portería 2T' |     | Domínguez 2T'   | Árbitro(s): Dieste           | Árbitro(s): Dieste |

### Final
La final se disputó en el Estadio de Amute, en Fuenterrabía (muy cerca de Irún), ante cinco mil espectadores que acudieron para ver un encuentro que no tuvo color en ningún momento. Desde el primer minuto la superioridad rojiblanca fue manifiesta aunque fue en el segundo tiempo cuando el Athletic se sintió totalmente dueño del partido. Al final un 5-0 que daba su sexta copa a los vizcaínos.
| 1  | POR | Cecilio Ibarreche      |  |
| 2  | DEF | Luis María Solaun      |  |
| 3  | DEF | Luis Hurtado           |  |
| 4  | MED | José Cabieces          |  |
| 5  | MED | José María Belauste I  |  |
| 6  | MED | José Mestraitua        |  |
| 7  | DEL | Germán Echebarría      |  |
| 8  | DEL | Rafael Moreno Pichichi |  |
| 9  | DEL | Félix Zubizarreta      |  |
| 10 | DEL | Luis Iceta             |  |
| 11 | DEL | Ramón Belauste II      |  |

| 1  | POR | Pedro Gibert     |  |
| 2  | DEF | Paco Bru         |  |
| 3  | DEF | Santiago Massana |  |
| 4  | MED | Lemmel           |  |
| 5  | MED | Félix de Pomés   |  |
| 6  | MED | Juanico          |  |
| 7  | DEL | Janer            |  |
| 8  | DEL | Francisco Armet  |  |
| 9  | DEL | López            |  |
| 10 | DEL | Usabiaga         |  |
| 11 | DEL | Emilio Sampere   |  |

| 4' (pen.) | Pichichi          | 1:0 |
| 43'       | Pichichi          | 2:0 |
| 60'       | Pichichi          | 3:0 |
| 69'       | Félix Zubizarreta | 4:0 |
| 70'       | Germán Echebarría | 5:0 |

| Árbitro | Walter Hermann |
| Reporte |                |

| 1  | POR | Cecilio Ibarreche      |  |
| 2  | DEF | Luis María Solaun      |  |
| 3  | DEF | Luis Hurtado           |  |
| 4  | MED | José Cabieces          |  |
| 5  | MED | José María Belauste I  |  |
| 6  | MED | José Mestraitua        |  |
| 7  | DEL | Germán Echebarría      |  |
| 8  | DEL | Rafael Moreno Pichichi |  |
| 9  | DEL | Félix Zubizarreta      |  |
| 10 | DEL | Luis Iceta             |  |
| 11 | DEL | Ramón Belauste II      |  |

| 1  | POR | Pedro Gibert     |  |
| 2  | DEF | Paco Bru         |  |
| 3  | DEF | Santiago Massana |  |
| 4  | MED | Lemmel           |  |
| 5  | MED | Félix de Pomés   |  |
| 6  | MED | Juanico          |  |
| 7  | DEL | Janer            |  |
| 8  | DEL | Francisco Armet  |  |
| 9  | DEL | López            |  |
| 10 | DEL | Usabiaga         |  |
| 11 | DEL | Emilio Sampere   |  |

| 4' (pen.) | Pichichi          | 1:0 |
| 43'       | Pichichi          | 2:0 |
| 60'       | Pichichi          | 3:0 |
| 69'       | Félix Zubizarreta | 4:0 |
| 70'       | Germán Echebarría | 5:0 |

| Árbitro | Walter Hermann |
| Reporte |                |

|                       |
| Campeón Athletic Club |
| 6.º título            |